# Bathygobius cyclopterus
Bathygobius cyclopterus är en fiskart som först beskrevs av Valenciennes, 1837.  Bathygobius cyclopterus ingår i släktet Bathygobius och familjen smörbultsfiskar. Inga underarter finns listade.